# أحمد حمودي
أحمد حمودي (مواليد 30 يوليو 1990 في الإسكندرية - مصر) لاعب كرة قدم مصري يلعب في نادي بيراميدز المصري في مركز الوسط.
في عام 2016 انتهت فترة اعارة اللاعب من بازل الي الزمالك المصري في عام 2016 وكان النادي الذي نشأ في حمودي هو نادي سموحة المصري وقد تركة في عام 2014 واتجة الي بازل السويسري، ولعب أول مباراة في 24 أغسطس 2014 وفاز فيها بازل على نادي إيتالين بأربعة أهداف نظيفة في إطار منافسات الدور التمهيدى لبطولة كأس سويسرا 2014-2015
وقدم مباريات رائعة بعد ظهوره وسجل هدفا في لقاء ودي للفريق أمام افي سي فوهلن وقدم أداء رائعا أمام ليفربول الإنجليزي في أول مبارياته في دوري الأبطال مع بازل السويسري، ويُذكر حينها أن الجماهير لم تكف عن التصفيق له حين خرج في آخر خمس دقائق من المباراة. و في صيف 2016 و لكن وقع مع نادي الباطن السعودي .

## الإنجازات

### فردية
- هدّاف بطولة كأس مصر (2014) أحرز 6 أهداف.[بحاجة لمصدر] الرجوع الي قائمة هدافي كاس مصر عبر التاريخ

## روابط خارجية
- أحمد حمودي على موقع الاتحاد الدولي (مؤرشف)  (الإنجليزية)
- أحمد حمودي على موقع الاتحاد الأوربي (الإنجليزية)
- أحمد حمودي على موقع قاعدة بيانات كرة القدم.إي يو (الإنجليزية)
- أحمد حمودي على موقع ناشيونال فوتبول تيمز (الإنجليزية)
- أحمد حمودي على موقع Soccerway.com (الإنجليزية)
- أحمد حمودي على موقع عالم كرة القدم.نت (الإنجليزية)
- أحمد حمودي على موقع كووورة
- أحمد حمودي على موقع أوليمبيديا (الإنجليزية)